# 杰宁旅
杰宁旅是約旦河西岸的一個巴勒斯坦武裝組織。该组织由巴勒斯坦伊斯兰圣战运动武装分子于2021年在杰宁创立。该组织总部位于約旦河西岸地區北部的杰宁难民营。 杰宁旅主張武装抵抗以色列，因而与以色列军队爆發過武装冲突。 杰宁旅呼吁巴勒斯坦民族權力機構和自己一起抵抗以色列。 